# Dennis Waterman
Dennis Waterman (24 de fevereiro de 1948 - 8 de maio de 2022) foi um ator e cantor inglês. Ele era mais conhecido por seus papéis principais de durão em séries de televisão, incluindo The Sweeney, Minder e New Tricks, cantando as músicas temáticas dos dois últimos.
A carreira de ator de Waterman durou 60 anos, começando com seus papéis de infância no cinema e no teatro, e papéis adultos no cinema, na televisão e no teatro do West End. Ele era conhecido pela variedade de papéis que desempenhou, incluindo drama (Up the Junction), terror (Scars of Dracula), aventura (Colditz), comédia (Fair Exchange), comédia-drama (Minder), musical (Windy City) e esporte (A Copa do Mundo: A História de um Capitão). Ele apareceu em 29 filmes, sendo o último lançado em 2020.
Waterman nasceu em 24 de fevereiro de 1948, como o caçula de nove filhos de Rose Juliana (nascida Saunders) e Harry Frank Waterman em Clapham, então no Condado de Londres. 